# Parque nacional Hornopirén
El Parque Nacional Hornopirén es un área natural protegida en Chile, localizado en la comunas de Cochamó y Hualaihué, Región de Los Lagos.  Fue creado en 1988 por el Decreto N.º 884 y posee una superficie de 66 195,78 hectáreas.
Forma parte de la Reserva de la Biósfera Bosques Templados Lluviosos de los Andes Australes.

## Características
Debido a su ubicación en la cordillera de los Andes, el parque posee una geografía caracterizada por montañas y valles modelados producto de la actividad volcánica y la acción de los glaciares. Dentro del parque se encuentran el volcán Yates (2187 m s. n. m.) y el Hornopirén (1572 m s. n. m.). También hay tres lagos principales; El Cabro, Inexplorado y Pinto Concha.
Aproximadamente la mitad del parque está cubierto por vegetación, constituida principalmente por alerces, lengas, coigües de Magallanes y luma, entre otras.

## Acesso
La oficina central del parque se encuentra en el pueblo de Hornopirén, en la comuna de Hualaihué. El único acceso habilitado se encuentra en el sector Chaqueihua Alto, a 10 km al noreste de Hornopirén. Desde este punto se debe caminar de subida por un sendero de 9,7 km para llegar hasta el lago Pinto Concha, lugar donde hay zona de campin y pícnic. Acá existe otro sendero que conduce hacia el cerro Yates.

## Visitantes

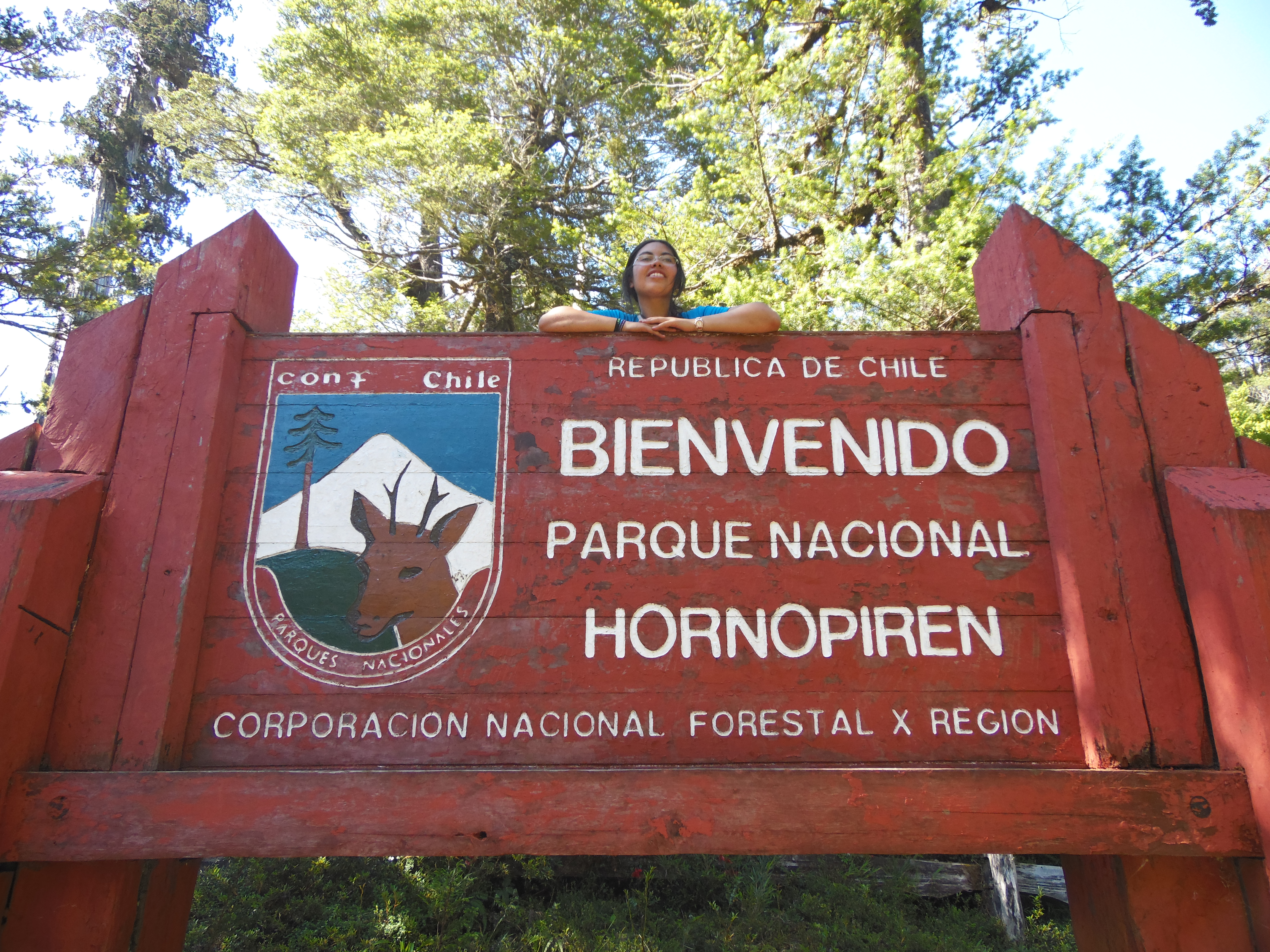
Bienvenida a visitantes en el parque nacional Hornopirén.

Este parque recibe una cantidad reducida de visitantes chilenos y extranjeros cada año. No existen datos de registro de visitantes para el año 2012.
| Año         | 2010 | 2011 | 2012 | 2013 | 2014  | 2015  | 2016  | 2017  | 2018  | 2019  | 2020  | 2021  | 2022  | 2023   | 2024   |
| ----------- | ---- | ---- | ---- | ---- | ----- | ----- | ----- | ----- | ----- | ----- | ----- | ----- | ----- | ------ | ------ |
| Chilenos    | 428  | 316  |      | 589  | 1.812 | 1.780 | 803   | 1.055 | 991   | 1.622 | 5.519 | 2.189 | 6.462 | 11.258 | 16.908 |
| Extranjeros | 51   | 35   |      | 32   | 116   | 136   | 269   | 67    | 112   | 151   | 116   | 55    | 226   | 752    | 1.556  |
| Total       | 479  | 351  |      | 621  | 1.928 | 1.916 | 1.072 | 1.122 | 1.103 | 1.773 | 5.635 | 2.253 | 6.688 | 12.010 | 18.464 |